# Катедра за општу књижевност и библиотекарство Филозофског факултета Универзитета у Источном Сарајеву
Катедра за општу књижевност и библиотекарство једна је од 17 катедри на Филозофском факултету у Источном Сарајеву. Основана је академске 1997/1998. године.

## Историјат Катедре
Катедра је настала уз ангажовање професора Војислава Максимовића и професора Славка Леовца. Схватајући значај школовања кадрова за развој библиотекарства, проф. Војислав Максимовић је уложио велики напор да формира и окупи наставнички кадар из библиотекарства. Током рада Катедре од њеног формирања, долазило је од измјена наставног плана и програма. Прерађен је програм за предмет Југословенске књижевности, а уведени су предмети: Стара српска књижевност, Народна књижевност, Српска књижевност 18. и 19. вијека, Српска књижевност 20. вијека: Књижевност осталих јужнословенских народа, Педагогија и психологија и Методологија научног рада.
Године 1998, дипломирали су први библиотекари који су раније започели студије. Први магистарски рад на Одсјеку за библиотекарство одбрањен је 1999. године, а први докторат 2000. године. 
Од обнављања рада Одсјека, шефови Катедре били су проф. др Новица Петковић, проф. др Милена Максимовић и проф. др Драган Бараћ.

## Наставни кадар
Наставни кадар Одсјека формиран је поступно, по годинама студија. Садашњи Наставни кадар Катедре чине редовни професор Милена Максимовић, те доценти Весна Мићић, Владан Бартула, Владан Бартула, Радославка Сударушић, Бојана Ласица, као и виши асистент Бојана Ласица.

## Шеф Катедре
Руководилац Катедре за општу књижевност и библиотекарство Филозофског факултета Пале је проф. др Милена Максимовић. 

## Секретар
Секретар Катедре је доц. др Радославка Сударушић.